# Dániel Pécsi
Dániel Pécsi (* 1895 in Túrkeve; † im 20. Jahrhundert) war ein ungarischer Tischtennisspieler, der in den 1920er Jahren dreimal Weltmeister wurde.

## Erfolge
Bei den nationalen ungarischen Meisterschaften gewann Pécsi fünf Titel: 1912 im Einzel, 1925 und 1928 im Doppel mit Zoltán Mechlovits sowie 1926 und 1927 mit der Herrenmannschaft von Magyar Testgyakorlók Köre. 1928 siegte er bei den Internationalen Deutschen Meisterschaften in Berlin mit Erika Metzger im Mixedwettbewerb.
Er nahm an den ersten beiden Weltmeisterschaften teil. 1926 gewann er den Titel im Doppel mit Roland Jacobi und mit der ungarischen Mannschaft. 1928 verteidigte das Team den Titel, zudem erreichte er mit Erika Metzger aus Deutschland das Endspiel im Mixed, welches gegen die ungarische Paarung Zoltán Mechlovits/Mária Mednyánszky verloren ging.

## Turnierergebnisse
| Verband | Veranstaltung     | Jahr | Ort       | Land | Einzel    | Doppel        | Mixed         | Team |
| ------- | ----------------- | ---- | --------- | ---- | --------- | ------------- | ------------- | ---- |
| HUN     | Weltmeisterschaft | 1928 | Stockholm | SWE  | letzte 32 | Viertelfinale | Silber        | 1    |
| HUN     | Weltmeisterschaft | 1926 | London    | ENG  | letzte 32 | Gold          | Viertelfinale | 1    |